# أليكس وايت (لاعب كريكت)
أليكس وايت (23 يوليو 1990 في المملكة المتحدة - ) (بالإنجليزية: Alex Wyatt)‏ هو لاعب كريكت بريطاني. لعب مع نادي مقاطعة ليسترشاير للكريكت ‏.

## وصلات خارجية
- أليكس وايت على موقع إي آس بي آن كريك إنفو (الإنجليزية)